# Les Vies de papier
Les Vies de papier (titre original en anglais : An Unnecessary Woman) est un roman de l'écrivain libano-américain Rabih Alameddine paru originellement en 2014 chez Grove Press et en français le 25 août 2016 aux éditions Les Escales. Finaliste du National Book Award en 2014 dans sa version originale, le roman traduit en française reçoit le 25 octobre 2016 le prix Femina étranger.

## Éditions
- Trad. Nicolas Richard, Éditions Les Escales[3], 2016  (ISBN 9782365692069).